# Henclová
Henclová je obec na Slovensku, v okrese Gelnica v Košickém kraji. Žije v ní 101 obyvatel.

## Historie
První písemná zmínka o vesnici pochází z roku 1548. Henclová vznikla sloučením osad Tichá Voda (Štilbach, německy Stillbach) a Henclová (Huta, Henczfalwa, Hanzlová).

## Přírodní poměry
Obec leží ve Slovenském rudohoří, v části zvané Volovské vrchy, asi sedm kilometrů jižně od Nálepkova. Nachází se v nadmořské výšce kolem 650 metrů a rozloha jejího katastrálního území je 1 432 ha. Do správního území obce zasahuje část přírodní rezervace Polianske rašelinisko.